# Alox
Alox is een geslacht van kreeftachtigen uit de klasse van de Malacostraca (hogere kreeftachtigen).

## Soorten
- Alox antheos C. G. S. Tan & Ng, 1995
- Alox bothros Galil & Ng, 2007
- Alox chaunos Galil & Ng, 2007
- Alox glene C. G. S. Tan & Ng, 1995
- Alox latusoides (Sakai, 1937)
- Alox ornatum (Ihle, 1918)
- Alox patella (Alcock, 1896)
- Alox rugosum (Stimpson, 1858)
- Alox somphos C. G. S. Tan & Ng, 1995
- Alox tormos Galil & Ng, 2009
- Alox uru Naruse & Ng, 2006
- Alox zalion C. G. S. Tan & Ng, 1995